# Hispanoraphidia castellana
Hispanoraphidia castellana är en halssländeart som först beskrevs av Longinos Navás 1915.  Hispanoraphidia castellana ingår i släktet Hispanoraphidia och familjen ormhalssländor. Inga underarter finns listade i Catalogue of Life.